# Ernst Hugo Berger
Ernst Hugo Berger (als Buchautor nur Hugo Berger, * 6. Oktober 1836 in Gera; † 27. September 1904 in Leipzig) war ein deutscher Altphilologe und Geographiehistoriker.

## Leben
Ernst Hugo Berger besuchte bis 1856 die Thomasschule zu Leipzig. Von 1856 bis 1862 studierte er Klassische Philologie und Theologie an der Universität Leipzig. Von 1862 bis 1866 war er als Lehrer an verschiedenen Schulen in Leipzig tätig. Die Heirat mit Emilie Seidler, Tochter von August Seidler, ermöglichte ihm durch den Wohlstand seiner Frau seit 1866 ein Leben als Privatgelehrter. 1869 wurde er an der Universität Leipzig mit der Arbeit Die geographischen Fragmente des Hipparch in Historischer Geographie zum Dr. phil. promoviert. Von 1899 bis 1904 war er außerordentlicher Professor für Historische Geographie an der Philosophischen Fakultät der Universität Leipzig. 
Er war korrespondierendes Mitglied des Thüringisch-Sächsischen Vereins für Erdkunde. 1890 wurde er als ordentliches Mitglied in die Königlich Sächsische Gesellschaft der Wissenschaften aufgenommen. Seine Geschichte der wissenschaftlichen Erdkunde der Griechen wurde zum Standardwerk auf dem Gebiet der antiken Geographie.

## Veröffentlichungen (Auswahl)
- Die geographischen Fragmente des Hipparch. Leipzig 1869 (Digitalisat).
- Die geographischen Fragmente des Eratosthenes. Leipzig 1880 (Digitalisat).
- Geschichte der wissenschaftlichen Erdkunde der Griechen. 4 Teile, Leipzig 1887–1893. 2., verbesserte und ergänzte Auflage Leipzig 1903. Nachdruck Berlin 1966 (Digitalisat Band 1).
- Mythische Kosmographie der Griechen (= Ausführliches Lexikon der griechischen und römischen Mythologie, Supplement). Leipzig 1904 (Digitalisat).